# Sepia hieronis
Sepia hieronis е вид главоного от семейство Sepiidae.

## Разпространение и местообитание
Видът е разпространен в Кения, Мозамбик, Намибия и Южна Африка (Западен Кейп, Източен Кейп и Северен Кейп).
Среща се на дълбочина от 21 до 504 m, при температура на водата от 6,7 до 18,5 °C и соленост 34,5 – 35,4 ‰.